# Frankenhardt
Frankenhardt è un comune tedesco di 5 011 abitanti,, situato nel land del Baden-Württemberg.
Il suo territorio è bagnato dal fiume Jagst.